# 무사확
이주도독 무사확(武士彠, 559년~635년)은 본래 병주(幷州)의 문수(文水)가 고향이다. 무측천(武則天)의 부친이다. 그는 4형제중 막내인데, 위로 형 세 명은 모두 순박한 농민이었다. 무사확은 평민 출신으로 쿠데타에 참여해 신흥귀족으로 부상하였다. 그의 둘째딸 무조(武照)는 아버지의 사망과 몰락의 길을 걷다 정5품 재인(才人)으로 천거 받았다. 가정이 어려워 글을 읽을 기회가 없어 형들을 도와 집안 일을 꾸리다가 청년기에 이르러 절친한 친구 허문보(許文寶)와 목재를 운반하는 일에 뛰어들었다. 무사확은 목재업으로 재산을 모으고 수나라 양제(煬帝) 시대에 하급 무사가 되었다.
태원(太原) 시절에 목재 장사로 큰돈을 벌어 벼슬을 노렸다. 통큰 장사꾼답게 이 토벌전에서 식량과 군수품 수송에 탁월한 재능을 발휘했다. 무사확의 마음을 꿰뚫어본 이연이 양달(楊達)의 여식을 소개하기도 했다.

## 가족 관계
- 부인: 상리씨
  - 장남: 무원경
    - 손자: 무삼사

  - 차남: 무원상
    - 손자: 무승사
- 부인 : 수나라때 재상을 지낸 양달의 딸 양씨
  - 장녀 : 한국부인 무순(측천무후에 의해 독살됨)
  - 사위 : 하란안석 or 하란월석
    - 손녀 : 위국부인 하란민월
    - 손자: 하란민지

  - 차녀 : 측천무후
  - 사위 : 당 고종
  - 삼녀: 무씨
  - 사위: 곽씨